# Ausstellung des Europarates
Mit den Ausstellungen des Europarates will der Europarat in der Öffentlichkeit ein Bewusstsein für das europäische Kulturerbe schaffen. Bisher wurden 30 Ausstellungen gezeigt (Stand 2018). Diese befassten sich mit den wichtigsten europäischen Kunstrichtungen und historischen Epochen Europas von der Frühgeschichte bis heute.

## Geschichte
Die erste Ausstellung wurde 1954/1955 im Palais des Beaux-Arts in Brüssel gezeigt. In den ersten Jahren waren die Ausstellungen des Europarates jeweils Ausstellungen in einem einzelnen Museum. Die 7. Ausstellung verteilte sich erstmals auf zwei Städte: Barcelona und Santiago de Compostela. Die 22. Ausstellung „Wikinger, Waräger, Normannen.  Skandinavien und Europa, 800–1200“ in den Jahren 1992 und 1993 verteilte sich erstmals auf drei Länder: Dänemark, Deutschland und Frankreich. Seither wurden die meisten der folgenden Ausstellungen des Europarates auf mehrere Länder und Ausstellungsorte verteilt, um die Vielfalt der europäischen Kultur breiter darstellen zu können.
In den Jahren 2000 bis 2002 wurden mehrere Ausstellungen zur Kultur und zur Kunst um die vorausgegangene Jahrtausendwende erarbeitet, die zusammen als die 27. Europaratsausstellung gezählt wurden. Dabei wurde die Ausstellung „Otto der Große, Magdeburg und Europa“ im Kulturhistorischen Museum in Magdeburg und im Magdeburger Dom als Teil 1 bezeichnet, die übrigen Ausstellungen, nämlich die in den Reiss-Engelhorn-Museen in Mannheim sowie in Berlin, Budapest, Prag und Bratislava unter dem gemeinsamen Titel „Europas Mitte um 1000“, als Teil 2 der 27. Europaratsausstellung.
Die 29. Ausstellung des Europarates mit dem Thema „Heiliges Römisches Reich Deutscher Nation 962–1806“ wurde vom 28. August bis zum 10. Dezember 2006 in zwei Museen präsentiert. Das Kulturhistorische Museum Magdeburg widmete sich dabei unter dem Titel „Von Otto dem Großen bis zum Ausgang des Mittelalters“ der mittelalterlichen Epoche (von 962 bis ca. 1500). Diese Ausstellung war zugleich eine Landesausstellung Sachsen-Anhalt. Das Deutsche Historische Museum Berlin zeigte die Fortsetzung zur frühneuzeitlichen Epoche unter dem Titel „Altes Reich und neue Staaten 1495–1806“.

## Überblick über die bisherigen Ausstellungen des Europarates
1. Brüssel – Palais des Beaux-Arts: Humanismus, 1954–1955.
2. Amsterdam – Rijksmuseum: Manierismus, 1955.
3. Rom – Palazzo delle Esposizioni: Realismus, Klassizismus, Barock, 1956–1957.
4. München – Residenz: Rokoko, 1958.
5. London – Tate Gallery: Romantik, 1959.
6. Paris – Musée National d’Art Moderne: Europäische Kunst des 20. Jahrhunderts, 1960–1961.
7. Barcelona und Santiago de Compostela: Romanische Kunst, 1961.
8. Wien – Kunsthistorisches Museum: Europäische Kunst um 1400, 1962.
9. Athen – Zappeion Megaron: Byzantinische Kunst, 1964.
10. Aachen – Rathaus: Karl der Große, 1965.
11. Stockholm – Nationalmuseum: Königin Christina von Schweden, 1966.
12. Paris – Louvre: Gotik, 1968.
13. Valletta – Verschiedene Paläste: Der Johanniterorden, 1970.
14. London – Royal Academy / Victoria & Albert Museum: Neo-Klassizismus, 1972.
15. Berlin – Akademie der Künste: Tendenzen der 20er Jahre, 1977.
16. Florenz – Palazzo Vecchio: Medici, 1980.
17. Lissabon – Portugiesische Entdeckungen, 1983.
18. Istanbul – Anatolische Zivilisation, 1983.
19. Dänemark, 10 Orte: Christian IV. und Europa, 1988.
20. Paris – Galeries nationales du Grand Palais: Die Französische Revolution und Europa, 1989.
21. Bern – Bernisches Historisches Museum: Zeichen der Freiheit, 1991.
22. Paris, Berlin, Kopenhagen – Grand Palais: Die Wikinger. Skandinavien und Europa, 800–1200, 1992–1993.
23. London, Berlin, Barcelona: Kunst und Macht im Europa der Diktatoren, 1930–1945, 1995.
24. Wien – Künstlerhaus: Der Traum vom Glück. Die Kunst des Historismus, 1996–1997.
25. Kopenhagen, Bonn, Paris, Athen: Götter und Heroen der Bronzezeit, 1998–1999.
26. Münster – Westfälisches Landesmuseum und Osnabrück – Kulturgeschichtliches Museum: Krieg und Frieden, 1998–1999.
27. Teil 1: Magdeburg – Kulturhistorisches Museum / Dom: Otto der Große, Magdeburg und Europa, 2001.
Teil 2: Berlin, Budapest, Mannheim, Prag, Bratislava: Europas Mitte um 1000, 2000–2002.
28. Florenz, London, München: Leonardo da Vinci, 2006.[2]
29. Magdeburg – Kulturhistorisches Museum und Berlin – Deutsches Historisches Museum: Heiliges Römisches Reich Deutscher Nation 962–1806, 2006.
30. Berlin, Tallinn, Mailand, Krakau: Verführung Freiheit. Kunst in Europa nach 1945, 2012–2014.[3]

Nicht aufgeführt sind in dieser Übersicht diejenigen Orte, an denen mit einer Europaratsausstellung verbundene wissenschaftliche Tagungen stattfanden, jedoch keine Ausstellung gezeigt wurde.